# 林恩 (堪薩斯州)
林恩（英語：Linn）是一個位於美國堪薩斯州華盛頓縣的城市。

## 地方資料
根據2020年美國人口普查的數據，林恩的面積為0.88平方千米，當中陸地面積為0.88平方千米，而水域面積為0.00平方千米。當地共有人口387人，而人口密度為每平方千米439.77人。